# Mike Lafferty
Michael McCormack Lafferty (ur. 20 maja 1948 w Eugene) – amerykański narciarz alpejski. Nie startował na żadnych mistrzostwach świata. Wziął udział w zjeździe na igrzyskach w Sapporo, gdzie zajął 14. miejsce. Najlepsze wyniki w Pucharze Świata osiągnął w sezonie 1971/1972, kiedy to zajął 9. miejsce w klasyfikacji generalnej, a w klasyfikacji zjazdu był trzeci.

## Sukcesy

### Puchar Świata

#### Miejsca w klasyfikacji generalnej
- 1969/1970 – 41.
- 1970/1971 – 50.
- 1971/1972 – 9.
- 1972/1973 – 41.

#### Miejsca na podium
1. Crystal Mountain – 25 lutego 1972 (zjazd) – 2. miejsce
2. Val Gardena – 15 marca 1972 (zjazd) – 3. miejsce